# Le Comte de Monte-Cristo (mini-série, 1998)
Pour les articles homonymes, voir Le Comte de Monte-Cristo (homonymie).
Le Comte de Monte-Cristo est une minisérie franco-italienne de Josée Dayan en 4 épisodes de 100 minutes, adaptée de l'œuvre éponyme d'Alexandre Dumas et diffusée à partir du 7 septembre 1998 sur TF1.

## Synopsis
Au début du règne de Louis XVIII, Edmond Dantès, second sur le bateau Le Pharaon, est accusé à tort de bonapartisme et enfermé dans le château d'If, sur l'île du même nom, au large de Marseille. Après 18 années, il réussit à s'échapper et s'empare du trésor de l'île de Monte Cristo, dont l'emplacement lui a été révélé par un compagnon de captivité, l'abbé Faria. Devenu riche et puissant, aidé par un ami Bertuccio, il entreprend, sous le nom de comte de Monte-Cristo, de se venger de ceux qui l'ont accusé ou ont bénéficié directement de son incarcération pour s'élever dans la société.

## Fiche technique
- Titre : Le Comte de Monte-Cristo
- Réalisation : Josée Dayan
- Scénario, dialogues et adaptation : Didier Decoin, d'après l'œuvre d'Alexandre Dumas
- Décors : Richard Cunin
- Costumes : Jean-Philippe Abril
- Photographie : Willy Stassen
- Son : Muriel Mariey
- Montage : Marie-Josèphe Yoyotte
- Musique : Bruno Coulais
- Calligraphie : Jean-Hugues Poirette
- Directeur de production : Daniel Deschamps
- Production : Jean-Pierre Guérin
- Producteur associé : Jacques Bar
- Sociétés de production : TF1, GMT Productions, DD Productions, CITE FILMS Productions, Mediaset, Taurus Film
- Pays d'origine :  France
- Langue originale : français
- Format : Couleur
- Genre : mini-série historique
- Durée : 400 minutes (100 par épisode)
- Dates de sortie : 7 septembre 1998
- Budget : 100 millions de francs[1]

## Distribution

### Distribution principale
Par ordre d'apparition au générique
- Gérard Depardieu : Edmond Dantès, le comte de Monte-Cristo, l'abbé Busoni, Lord Wilmore, le père Dantès
- Ornella Muti : Mercédès Igualada (Mercédès Herrera dans le roman), comtesse de Morcerf
- Jean Rochefort : Fernand Mondego, comte de Morcerf
- Pierre Arditi : Gérard de Villefort, procureur du Roi
- Sergio Rubini (VF : Jean-Michel Dupuis) : Bertuccio
- Michel Aumont : Baron Danglars
- Florence Darel : Camille de La Richardais
- Jean-Marc Thibault : Barrois
- Christopher Thompson : Maximilien Morrel
- Julie Depardieu : Valentine de Villefort
- Roland Blanche : Gaspard Caderousse
- Georges Moustaki : l'Abbé Faria
- Hélène Vincent : Heloïse de Villefort
- Stanislas Merhar : Albert de Morcerf
- Stéphan Guérin-Tillié : Franz d'Épinay
- Guillaume Depardieu : Edmond Dantès en 1815
- Patrick Bouchitey : Beauchamp
- Constanze Engelbrecht : Hermine Danglars
- Micheline Presle : Madame de Saint-Méran
- Jean-Claude Brialy : le père Morrel

### Distribution secondaire
- Serge Merlin : Noirtier de Villefort
- Inés Sastre : Haydée
- Mattia Sbragia : Luigi Vampa
- Sergio Fiorentini : le juge Simonetti
- Roger Dumas : Capitaine Coclès
- Hichem Rostom : Muhammad
- Thierry de Peretti : Toussaint
- Frédéric Gorny : Château-Renaud
- Didier Lesour : Boville
- Daniel Martin : Docteur d'Avrigny
- Dominique Besnehard : l'avocat de la défense
- Michel Bompoil : Gérard de Villefort en 1815 (épisode 1)
- Naike Rivelli : Mercédès en 1815 (épisode 1)
- Julien Rochefort : Fernand Mondego en 1815 (épisode 1)
- Dimitri Rataud : Danglars en 1815 (épisode 1)
- Arthur Nauzyciel : Gaspard Caderousse en 1815 (épisode 1)
- Annick Alane : la vieille dame (épisode 1)
- Stéphane Boucher : le capitaine de la Jeune Amélie
- Michèle Bardollet : la Carconte
- Renato Scarpa : le directeur de la Thompson & French
- Adrienne Pauly : la jolie fille
- Rodolphe Pauly : Hassan
- Ubaldo Lo Presti : Pepino
- Jacques Boudet : le président de la Chambre des pairs
- Emmanuel Booz : le roi Louis-Philippe
- Marie-Françoise Audollent : la mère supérieure
- Philippe Clay : le chanteur de la complainte
- Christiane Rorato : Gervaise Rebuffet
- Marc Prin : Huissier Villefort
- Max Vialle : Vieil Ermite (Frère Barnabé)
- Candice Hugo : La prostituée de Marseille

## Tournage
Le château de Grosbois (Val-de-Marne) a servi de lieu de tournage.

## Récompenses
- Sept d'or 1999 : Meilleure œuvre de fiction et Meilleur acteur pour Gérard Depardieu

## Commentaires
Composée de 4 épisodes de 100 minutes, cette nouvelle adaptation télévisée prend quelques libertés avec le roman : par exemple, à la fin de l'histoire, Edmond Dantès et Mercédès finissent ensemble et heureux contrairement à ce que Dumas avait écrit en 1844, ou encore le rôle du capitaine Coclès, un vieux marin envoyé à Janina pour rechercher Haydée ; il s'agit d'un personnage inexistant dans le roman mais reprenant le nom d'Horace Coclès, un vieil employé de la maison Morrel à Marseille. Ce rôle est interprété par Roger Dumas qui jouait le rôle de Danglars dans la précédente adaptation télévisée de 1979, Le Comte de Monte-Cristo réalisée par Denys de La Patellière avec Jacques Weber dans le rôle principal. Haydée, elle, épouse Monte-cristo. L'adaptation invente par ailleurs la compagne du comte, Camille de la Richardais, interprétée par Florence Darel. A l'inverse le jeune fils biologique d'Héloïse de Villefort, Edouard, pour l'héritage duquel elle décime -ou tente de décimer- toute sa belle-famille avec le serviteur Barrois est supprimé. Est également supprimée la fille lesbienne de Danglars, Eugènie.

## Diffusion
Les 4 épisodes, diffusés pour la première fois du 7 au 28 septembre sur TF1, ont tous été suivis par plus de 11,5 millions de téléspectateurs, avec un record à 12 828 000 pour le dernier épisode. Il s'agit de la meilleure audience jamais réalisée pour un téléfilm français (d'après le rapport financier annuel du groupe TF1 de 1998), ainsi que la 7e meilleure audience de l'année 1998.
Depuis 2009, la série a été diffusée à huit reprises sur C8 (anciennement D8) trois fois en première partie de soirée, dernièrement du 7 au 14 janvier 2012 devant plus de 600 000 téléspectateurs.
Du 17 novembre au 8 décembre 2014, la série est rediffusée sur France 5. Elle réunit jusqu'à 1 400 000 téléspectateurs. Elle est suivie du magazine Fiction, où Thomas Hugues s'entretient avec un membre de la série tel Josée Dayan ou encore Stanislas Merhar.
Les quatre épisodes sont rediffusés sur TF1 Séries Films le 28 juin 2024, à l'occasion de la sortie au cinéma d'une nouvelle adaptation cinématographique du roman, Le comte de Monte-Cristo, réalisée par Alexandre de La Patellière et sorti en salle en juin 2024.  
| Episode                        | Date de diffusion | Audience                   | PDM    |
| ------------------------------ | ----------------- | -------------------------- | ------ |
| Le Comte de Monte Cristo (4/4) | 28 septembre 1998 | 12 828 200 téléspectateurs | 54 %   |
| Le Comte de Monte Cristo (3/4) | 21 septembre 1998 | 12 252 240 téléspectateurs | 52,6 % |
| Le Comte de Monte Cristo (2/4) | 14 septembre 1998 | 12 042 800 téléspectateurs | 54 %   |
| Le Comte de Monte Cristo (1/4) | 7 septembre 1998  | 11 676 280 téléspectateurs | 51,9 % |